# Eulalia tjalfiensis
Eulalia tjalfiensis är en ringmaskart som beskrevs av E. Ditlevsen 1917. Eulalia tjalfiensis ingår i släktet Eulalia och familjen Phyllodocidae. Arten är reproducerande i Sverige. Inga underarter finns listade i Catalogue of Life.